# Meißen (distrito)
Meißen é um distrito (kreis ou landkreis) da Alemanha localizado na região de Dresden, no estado da Saxônia.

## Cidades e municípios
| Cidades | Municípios | |
| --- | --- | --- |
| 1. Coswig 2. Gröditz 3. Großenhain 4. Lommatzsch 5. Meißen 6. Nossen 7. Radebeul 8. Radeburg 9. Riesa 10. Strehla | 1. Diera-Zehren 2. Ebersbach 3. Glaubitz 4. Hirschstein 5. Käbschütztal 6. Klipphausen 7. Lampertswalde 8. Moritzburg 9. Niederau 10. Nünchritz | 1. Priestewitz 2. Röderaue 3. Schönfeld 4. Stauchitz 5. Thiendorf 6. Weinböhla 7. Wülknitz 8. Zeithain |

Verwaltungsgemeinschaft - Associações municipais e seus municípios membros (Mitgliedsgemeinden):
- Verwaltungsgemeinschaft Gröditz: Gröditz e Nauwalde;
- Verwaltungsgemeinschaft Ketzerbachtal: Ketzerbachtal e Leuben-Schleinitz;
- Verwaltungsgemeinschaft Nünchritz: Glaubitz e Nünchritz;
- Verwaltungsgemeinschaft Röderaue-Wülknitz: Röderaue (sede) e Wülknitz;
- Verwaltungsgemeinschaft Schönfeld: Lampertswalde, Schönfeld e Weißig a. Raschütz;
- Verwaltungsgemeinschaft Thiendorf: Tauscha e Thiendorf.

|  |